# وودبریج، انتاریو
وودبریج، انتاریو (به انگلیسی: Woodbridge, Ontario) یک منطقهٔ مسکونی در کانادا است که در شهرستان یورک (کانادا) واقع شده‌است. وودبریدج ۷۹٫۸۴ کیلومتر مربع مساحت و ۱۰۵٬۲۲۸ نفر جمعیت دارد.